# Euphorbia aaron-rossii
Euphorbia aaron-rossii es una especie fanerógama perteneciente a la familia de las euforbiáceas. Es endémica de Arizona en los Estados Unidos.

## Descripción
Es una planta herbácea perennifolia, que se encuentra en el estado de Arizona.

## Taxonomía
Euphorbia aaron-rossii fue descrita por A.H.Holmgren & N.H.Holmgren y publicado en Brittonia 40: 357. 1988.
Etimología
Ver: Euphorbia Eimología
aaron-rossii: epíteto otorgado en honor de Aaron Ross que la recolectó por primera vez.